# 손 마사요시
손 마사요시(일본어: 孫正義, 1957년 8월 11일~), 한자 직독 및 한국명 손정의는 일본의 기업인이다. 소프트뱅크 그룹의 창업자이다. 출생 후 수십년간 한국 국적을 유지했던 재일 한국인이었으며, 현재는 귀화한 한국계 일본인이다. 무일푼으로 시작해 세계 최고 기업 중 하나를 운영하고 있는 기업인 중 한 명이다.

## 생애
1957년 일본 사가현 도스시에서 손삼헌과 이옥자의 아들로 태어났다. 조부 손종경은 조선에서 벼농사를 짓던중 1930년대 일본 제국 육군항공대에 농지를 수용당하자 가족과 일본으로 향했다. 8.15 광복후 귀국했으나 1년쯤뒤 일본 규슈 지역으로가 광산노동자로 일했다.
아버지는 밀주 제조, 생선 장사, 양돈업 등으로 일하던 상인으로 집안을 일으키려 애썼다. 또한 어릴 때 가난해서 돼지와 양과 같이 살았다고 사노 신이치(佐野眞一)와의 인터뷰에서 밝혔다. 손삼헌은 가축 업자로 살다가 목돈을 마련한 후 소비자금융, 파친코업으로 대성공하여 중학생무렵에는 파친코 점포를 수십개 운영하고 고급차도 여러대 소유할 정도였다.
1973년 구루메 대학 부설 고등학교(久留米大学附設高等学校)에 입학하여 다니다가 이듬해 중퇴하고, 일본 맥도날드 경영자 후지타 덴의 조언으로 유학을 준비했다. 16세가 되던 해에 집안 형편이 좋아지면서 미국 캘리포니아주 살레몬테 고등학교에서 미국 유학을 시작했으며, 고등학교를 2주일만에 졸업한 후 캘리포니아 오클랜드의 홀리네임즈 대학(Holy Names University)라는 2년제 대학을 거친 후 캘리포니아 대학교 버클리에서 경제학과 컴퓨터 과학을 공부하였다. UC 버클리 재학시절 마이크로칩을 이용한 번역기를 개발했으며, 1980년 캘리포니아 오클랜드에 유니손 월드라는 사업체를 설립하였다.
공부를 마치면 귀국하겠다는 부모와의 약속을 지키기 위해 일본에 귀국했으며, 1년 6개월간 사업구상을 한 뒤 1981년 9월 종합 소프트웨어 유통업체인 소프트뱅크를 설립했다. 소프트뱅크는 컴덱스에 전시된 소프트웨어를 눈여겨본 일본회사들과 거래하면서 자리잡기 시작했다. 일본 업체들의 견제로 잡지에 광고를 싣지 못하자 컴퓨터 잡지를 직접 발행했다. 1990년 대한민국에서 일본으로 국적을 변경하였다. 일본내 사업상 외국국적자에 대한 차별이 컸기때문이었다.1995년 미국에 있을 때 그는 갓 야후!를 창업한 사업가 제리 양 등을 만나 콜라와 피자를 먹으며 그의 회사 야후!에 2백만 달러의 투자를 결정하였다. 1996년 야후! 재팬을 설립하였고, 2015년까지 야후재팬 이사회 회장을 역임했다. 2001년 브로드밴드 사업에 진출하였다. 2004년 일본텔레콤을 인수하였고, 같은 해에 프로야구단 후쿠오카 다이에호크스를 인수하였다. 2006년 보다폰 일본법인을 인수하여 무선통신사업에 진출하였다. 2008년 애플의 아이폰3G 스마트폰을 일본에 발매하였다.
손정의는 당초 60대에 은퇴하겠다는 뜻을 밝혀왔지만 2017년에 이를 번복하고 후계자를 물러나게 한 뒤, 10년 더 기업활동하면서 후계자를 찾을 것이라고 말했다.
2018년 9월 〈포브스〉에 따르면 손정의의 재산은 24조 5천억원으로 일본 부자 1위를 기록했다. 중화권 매체는 손정의를 화교로 잘못 보도하기도 하였다. 손정의는 이에 대해 본가가 한국의 일직 손씨이며 손씨가 중국에 많다보니 잘못 알려진 것 같다고 일경비지니스(日経ビジネス)와의 인터뷰에서 밝혔다.
손정의는 적자도 아랑곳않는 공격적인 투자로 세계적인 벤처투자자에 등극했다. 2017년에 사우디아라비아 등에서 자금을 투자받아서 비전펀드를 설립하면서 명성이 절정에 달했다. 그런데 2019년에 손정의가 단행한 미국의 사무실 공유 스타트업 위워크에 대한 거금의 투자가 큰 실패로 돌아가 소프트뱅크에 약 5천억엔의 손실을 안기게 되었다. 3분기 실적발표회에서 경영 감독에 대한 추궁을 받자 손정의는 '위워크 지점을 일일이 챙기지 않는다. 맥도널드가 3만개 지점을 다 챙기느냐'고 항변했다. 일본 경제 신문에 따르면 손정의가 투자해서 상장한 기업 7곳 중 5곳이 주가 하락을 겪어 실제 투자 성적에 의문이 제기되었다.

## 참고 문헌
- 《손정의 - 강한 의지와 열정으로 미래를 개척하라》(거장들의 시크릿 8) /이윤진 지음/정금석 삽화/살림
- 《손정의 - 일본의 제일 부자 /이노우에 아쓰오 지음/하연수 옮김
- 《손정의 21세기 경영전략》/이시카와 요시미 지음/이정환 옮김
- 《손정의》/사노 신이치 지음/장은주 옮김